# Cantó de Polhon
El cantó de Polhon és un cantó francès del departament de les Landes, situat al districte de Dacs. Té 10 municipis i el cap és Polhon.

## Municipis
- Canhòta
- Estivaus
- Gars
- Havars
- L'Abatut
- Mimbasta
- Misson
- Moscardés
- Ossadjas
- Polhon
- Tilh

## Història
| Data d'elecció                           | Identitat      | Partit | Qualitat |
| ---------------------------------------- | -------------- | ------ | -------- |
| 1976-2001                                | Franck Marcade | PCF    |          |
| 2001-                                    | Yves Lahoun    | PCF    |          |
| les dades anteriors no són pas conegudes |                |        |          |
|                                          |                |        |          |

## Demografia
| 1962  | 1968  | 1975  | 1982  | 1990  | 1999  | 2006   |
| ----- | ----- | ----- | ----- | ----- | ----- | ------ |
| 9.196 | 9.564 | 8.952 | 9.038 | 9.090 | 9.508 | 10.348 |